# Omphalotrigonotis cupulifera
Omphalotrigonotis cupulifera är en strävbladig växtart som först beskrevs av Ivan Murray Johnston, och fick sitt nu gällande namn av Wen Tsai Wang. Omphalotrigonotis cupulifera ingår i släktet Omphalotrigonotis och familjen strävbladiga växter. Inga underarter finns listade i Catalogue of Life.